# Phunphin
Phunphin (em tailandês: อำเภอท่าฉาง) é um distrito da província de Surat Thani, no sul da Tailândia. É um dos 19 distritos que compõem a província. Sua população, de acordo com dados de 2012, era de 92 496 habitantes. Sua área territorial é de 1.208,7 km².

## História
O distrito foi renomeado de Tha Kham para Phunphin em 1939.

## Geografia
Seus distritos vizinhos são: Tha Chang, Mueang Surat Thani, Ban Na Doem, Khian Sa, Khiri Rat Nikhom e Vibhavadi. O distrito possui um litoral curto no Bandon Bay, ao nordeste.
Os principais rios da região são o Rio Tapi e seu afluente, Phum Duang, que deságua no Tapi, na cidade de Tha Kham.